# 30 (album Modern Talking)
30 – album kompilacyjny niemieckiego zespołu Modern Talking. Został wydany na uczczenie trzydziestolecia istnienia formacji. Przy tworzeniu składanki brali udział tacy artyści jak DJ Cappiccio, Bassflow, Paul Masterson czy Blank & Jones.

## Lista utworów

### Dysk 1
| Nr  | Tytuł                                              | Długość |
| --- | -------------------------------------------------- | ------- |
| 1.  | Just We Two (New Hit Version)                      | 3:19    |
| 2.  | TV Makes The Superstar (Remastered)                | 3:43    |
| 3.  | Juliet (Remastered)                                | 3:36    |
| 4.  | Ready For The Victory (Remastered)                 | 3:30    |
| 5.  | Last Exit To Brooklyn (Remastered)                 | 3:15    |
| 6.  | Win The Race (Remastered)                          | 3:34    |
| 7.  | Don't Take Away My Heart (Remastered)              | 3:53    |
| 8.  | China In Her Eyes (Remastered)                     | 3:45    |
| 9.  | Sexy Sexy Lover (Remastered)                       | 3:32    |
| 10. | You Are Not Alone (Remastered)                     | 3:40    |
| 11. | Brother Louie '98 (Remastered)                     | 3:35    |
| 12. | You're My Heart, You're My Soul '98 (Remastered)   | 3:48    |
| 13. | In 100 Years (Remastered)                          | 3:55    |
| 14. | Jet Airliner (Remastered)                          | 4:19    |
| 15. | Give Me Peace On Earth (Remastered)                | 4:12    |
| 16. | Geronimo's Cadillac (Remastered)                   | 3:16    |
| 17. | Atlantis Is Calling (S.O.S. For Love) (Remastered) | 3:48    |
| 18. | Brother Louie (Remastered)                         | 3:40    |
| 19. | Cheri Cheri Lady (Remastered)                      | 3:45    |
| 20. | You Can Win If You Want (Remastered)               | 3:44    |
| 21. | You're My Heart, You're My Soul (Remastered)       | 3:18    |

### Dysk 2
| Nr  | Tytuł                                                                              | Długość |
| --- | ---------------------------------------------------------------------------------- | ------- |
| 1.  | Brother Louie (Bassflow 3.0 Single Mix)                                            | 3:45    |
| 2.  | Give Me Peace On Earth (New Hit Version)                                           | 3:45    |
| 3.  | Just Like An Angel (New Hit Version)                                               | 3:04    |
| 4.  | You're The Lady Of My Heart (New Hit Version)                                      | 3:33    |
| 5.  | TV Makes The Superstar (Alternative Single Version)                                | 3:13    |
| 6.  | Brother Louie '99 (Dj Cappiccio Radio Edit)                                        | 3:50    |
| 7.  | Brother Louie (Bassflow 3.0 Extended Mix)                                          | 6:37    |
| 8.  | You're My Heart, You're My Soul (Paul Masterson Dub)                               | 6:50    |
| 9.  | You're My Heart, You're My Soul (Extended Version so80s Remaster By Blank & Jones) | 5:33    |
| 10. | 30th Anniversary Megamix 2014/2015                                                 | 35:05   |

## Pozycje na listach
| Państwo          | Notowania (2014) | Najwyższa pozycja |
| ---------------- | ---------------- | ----------------- |
| Austria          | Alben Top 40     | 58                |
| Belgia (Walonia) | Ultratop 50      | 106               |
| Niemcy           | Top 100 Album    | 12                |
| Polska           | Albums Top 50    | 11                |
| Szwajcaria       | Alben Top 100    | 49                |